# クルシ
クルシ（イタリア語: Cursi）は、イタリア共和国プッリャ州レッチェ県にある、人口約4,100人の基礎自治体（コムーネ）。

## 地理

### 位置・広がり

#### 隣接コムーネ
隣接するコムーネは以下の通り。
- バニョーロ・デル・サレント
- カストリニャーノ・デ・グレーチ
- マーリエ
- メルピニャーノ